# Valley Stream
Valley Stream est un village du comté de Nassau dans l’État de New York.
La population était de 37 511 habitants en 2010.

## Histoire
En 1640, 14 ans après l'arrivée des hollandais à Manhattan, la zone de Valley Stream a été achetée par la Compagnie néerlandaise des Indes occidentales. C'était à l'époque une zone de forêts. Le recensement de 1840 indique la présence d'une vingtaine de familles. Un bureau de poste a été implanté en 1834.

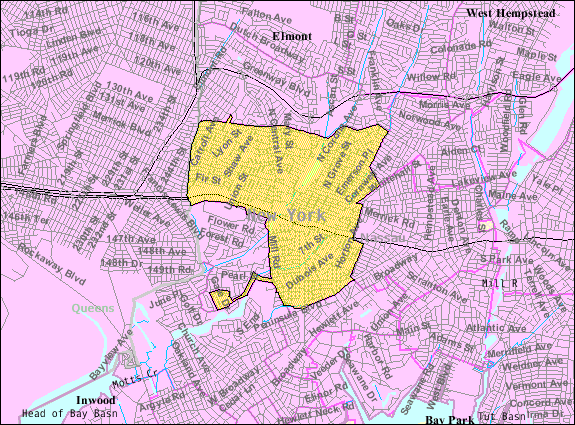
Carte de Valley Stream